# Majang
Pour la station de métro, voir Majang (métro de Séoul).

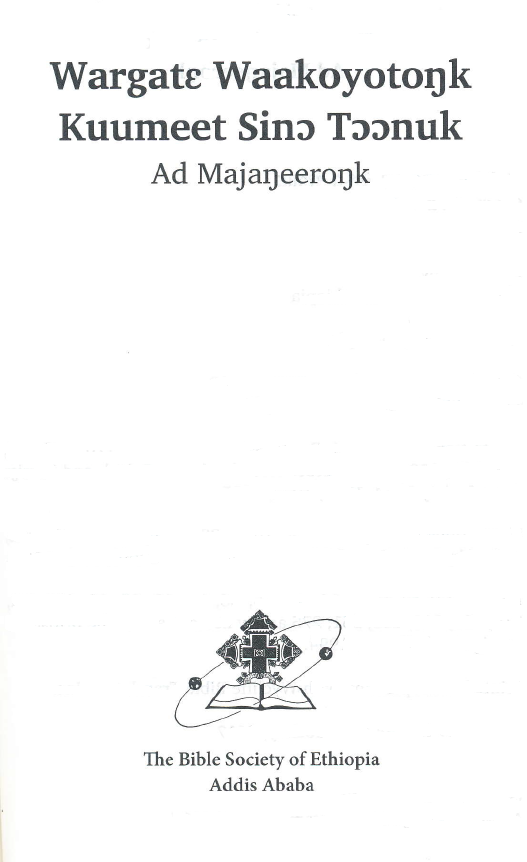

Le majang est une langue nilo-saharienne du groupe des langues surmiques parlée en Éthiopie.

## Écriture
| A a | B b | Ɓ ɓ | D d | Ɗ ɗ | E e | Ɛ ɛ | G g | H h | I i | J j | K k | L l | M m | N n | O o | Ɔ ɔ | P p | R r | S s | T t | U u | W w | Y y | ’ |

## Sources
- (en) Andreas Joswig, The Majang Language, coll. « LOT » (no 536), 2019, 542 p. (ISBN 978-94-6093-321-9, lire en ligne)
- (en) Andreas Joswig, « Majang », dans Ronny Meyer, The Oxford handbook of Ethiopian languages, 2023 (ISBN 9780198728542)